# Kollenhofgraben
Der Kollenhofgraben ist ein ca. 230 m langer Graben in Hamburg-Stellingen. Er beginnt westlich der Straße Kollenhof und entlang eines Pfades. Er mündet nach einer Brücke in die Mühlenau, kurz vor deren Mündung in die Kollau.